# Ruta nacional PE-18
La Carretera Huaura - Pucallpa, oficialmente Ruta nacional PE-18, es una ruta transversal en el Perú que atraviesa el departamento de Lima, Pasco y Ucayali. Es utilizada como ruta alterna de la Carretera Central por el norte. La carretera se encuentra parcialmente pavimentada a lo largo de sus 665,871 km. 
Atraviesa los pueblos de Huaura, Sayan, Churin, Oyón y Ambo.

## Trayectoria
Emp. [PE-1N] (Huaura) - Dv. Sayan [PE-1NE] - Pte. Tingo - Churin - Oyon - Abra Uchucchacua - Yanahuanca - Emp. [PE-3N] (Ambo).